# アダルベロン (ランス大司教)

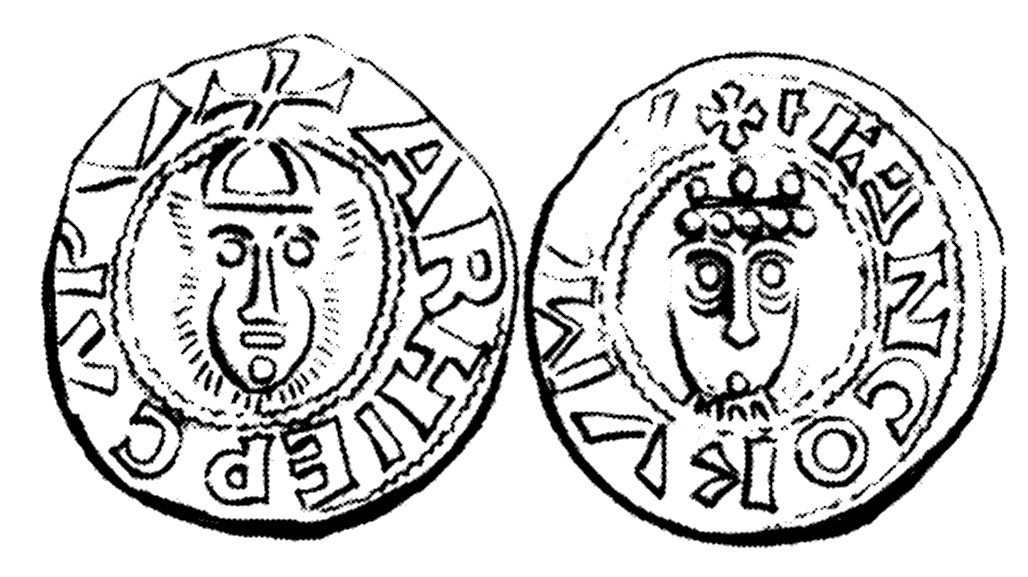
アダルベロンのデニール硬貨

ランスのアダルベロン（仏：Adalbéron de Reims, ? - 989年1月23日）は、ランス大司教（在位：969年 - 988年）。アダルベロー（Adalbero）とも。ロタリンギアの地方貴族アルデンヌ家出身。西フランク王シャルル3世の従兄弟の孫にあたる。メス司教アダルベロンの甥。

## 生涯
ロタリンギア修道院改革の中心人物であったゴルツェのヨハネスの弟子で、ロテール王にランスの大司教を命じられてからは大聖堂の拡張・改修をおこない、聖堂にステンドグラスを設置した。またランスの教会参事会員に規律を遵守させた。学問の振興も図り、司教座学校の教師としてオーリヤックのジェルベール（のちのローマ教皇シルウェステル2世）を採用した。
ロテールとその子ルイ5世のカロリング家と、神聖ローマ皇帝オットー2世やオットー3世との抗争に際しては両者の和解を取り持った。しかしカロリング家とユーグ・カペーとの抗争ではロタリンギア再征服を目論むカロリング家に反し、「王位は血統ではなく業績や武勇そして品格で選ばれるべき」としてカペー側に付いた。
ルイ5世の不慮の死でカロリングの血統が途絶えると、聖俗諸侯による会議においてユーグ・カペーが次の国王に推挙される。その際、にフランス国内の宗教界で権威あるランス大司教として、アダルベロンが意見の集約をとりおこなったとされる。987年7月3日、アダルベロンがユーグに戴冠・聖別をおこない、ユーグはフランス王に即位した。同年12月30日にはユーグの息子ロベールにも共同統治者として戴冠した。
その翌年の988年にアダルベロンは退任した。アダルベロンはオーリヤックのジェルベールを後任に推薦していたが、ユーグによりロテールの庶子アルヌルフが任命された。